# Альметев, Феодор Михайлович
Фео́дор Миха́йлович Альме́тев (иногда Альметьев; 14 [27] декабря 1876, поселок Остроленский — 14 января 1920, Сергиополь) — священнослужитель Русской православной церкви, миссионер, педагог, заведующий Александровским миссионерским станом, представитель старинного казачьего рода, сотрудник и ученик И. Т. Тимофеева.

## Происхождение и образование
Ф. М. Альметев родился в семье казаков-нагайбаков. Начальное образование получил в казачьей школе Остроленского поселка, под руководством просветителя нагайбаков кряшенского свящ. Игнатия Тимофеевича Тимофеева. В возрасте 12 лет принимал участие в миссионерской поездке священника В. Т. Тимофеева по инородческим приходам Оренбургской губернии. В 1895 г. закончил курс Казанской учительской семинарии.

## Начало педагогической деятельности
28 июня 1895 г. Ф. М. Альметев Оренбургским войсковым начальством был определён учителем Великопетровской станичной школы. Вместе с русскими детьми учил детей крещенных калмыков. Когда его ученики из калмыцких семей отказались посещать церковное богослужение, Ф. Альметев выяснил, что калмыки исповедуют православие номинально, а в повседневной жизни являются ламаистами.
Ф. М. Альметев писал о калмыках:
Много раз приходилось мне самому лично видеть у старых калмыков и калмычек идолов, изображающих изуродованный вид человека. Идолы эти преимущественно из красной меди, величиной вершков пять; хранятся они обыкновенно в особо устроенных футлярах. Очень редко можно встретить калмыка в храме.
Для христианского просвещения калмыков Ф. М. Альметев считал необходимым заменить старый калмыцкий перевод Св. Писания, написанный старомонгольским шрифтом, на новый, — кириллический.
3 ноября 1897 г., по просьбе Оренбургского епархиального начальства, Ф. М. Альметев был переведен в Требию на должность учителя миссионерской школы.

## Духовное служение
12 июля 1898 г., Оренбургский Преосвященный Владимир (Соколовский) рукоположил Ф. М. Альметева в сан диакона, а ровно через неделю, 19 июля 1898 г., — в сан священника к Покрово-Богородицкой церкви п. Подгорного Оренбургского уезда. 20 ноября 1902 г., в рамках укрепления одного из двух недавно открывшихся инородческих благочиний, по представлению тургайского областного миссионера и уездного благочинного протоиерея Феодора Соколова, Преосвященный Владимир назначил Ф. М. Альметева священником двух переселенческих поселков Кустанайского уезда. 6 мая 1903 г. тем же епископом Ф. Альметев был назначен священником Семиозерного миссионерского прихода Кустанайского уезда.

## Поездки по казахской степи
В обязанности Ф. М. Альметева входило посещение русских переселенческих поселков не только в Кустанайском, но и в Тургайском уезде, расположенных от прихода на расстоянии до 150 верст. В этих посёлках, не имеющих своих приходских церквей, миссионер по благословению архиерея совершал необходимые христианские требы и Божественную Литургию на переносном антиминсе. Объезжая русские поселки Ф. М. Альметев часто посещал казахские аулы, где встречался и беседовал с коренным населением Тургайской степи — киргиз-кайсаками (казахами). Последние расспрашивали священника об особенностях христианской веры, сравнивали его ответы с речами мусульманских проповедников.
Общение православного священника с инородцами не встречало никаких препятствий. Составители одного миссионерского отчета отмечали:
Живший среди киргизов с самого раннего детства, быт киргизов Альметьев знает хорошо, язык знает в совершенстве.
По этой причине Ф. М. Альметев часто гостил в казахских аулах довольно продолжительное время, при этом пользуясь почетом у местного населения. О том, как строились беседы священника с казахами, в том же отчете сообщается:
Особенно охотно слушают киргизы чтение книг на их родном языке. Начиная читать и рассказывать отдельные статьи из Ветхого Завета, переходил он, Альметьев, на Нагорную проповедь Иисуса Христа с разъяснением им прочитанного.

## Заведование миссионерским Александровским станом
24 апреля 1906 г., указом Оренбургского Преосвященного Иоакима (Левитского) свящ. Ф. М. Альметев был переведен в поселок Александровский Кустанайского уезда, с назначением на должность заведующим миссионерским станом. В Александровском стане располагалась школа-интернат для детей казахов и русских переселенцев. Местное население поначалу отнеслось враждебно к Ф. Альметеву. Но благодаря знанию языка, менталитета и культуры казахского народа Ф. М. Альметев вскоре заслужил доверие местного населения:
встретив в священнике Альметьеве любезного собеседника, знающего их быт и язык, (казахи) взгляд свой переменили, сами стали посещать его, и в поездках оказывать любезный прием.
В 1905 г. в миссионерской школе при Александровском стане обучался 141 ученик. Преподавание в миссионерской школе Александровского стана Ф. М. Альметев совмещал с посещением школ в отдаленных казахских аулах и переселенческих поселках. У нового начальника Александровского стана были большие планы по расширению миссии, но в 1907 г. из-за недостатка финансирования стан был закрыт, а Ф. М. Альметев 21 августа того же года был переведен на должность священника Павловского прихода Кустанайского уезда.

## Служение на родине
29 мая 1908 г. распоряжением епархиального начальства Ф. М. Альметев был назначен на должность настоятеля Христо-Рождественского храма п. Арсинского Верхнеуральского уезда. 9 января 1913 г. Ф. М. Альметев подал прошение о переводе его на вакантное место в Требиатский приход, занимавший в то время центральное место в деле православной миссии среди нагайбаков. Прошение было удовлетворено 14 января того же года, и с этого времени Ф. М. Альметев встал во главе всей нагайбакской миссии. 2 июня 1913 г. он присоединил к православию жителя д. Махмутковой Орского уезда башкира Абубакира Абдулмазитова, 40 лет, из магометан, с наречением новопросвещенному имени Никифор
24 августа 1913 г. был создан Требиатский благочиннический округ, в который вошли 11 церквей из Троицкого и Верхнеуральского уездов, в том числе и приходы верхнеуральских нагайбаков. Исполняющим должность благочинного вновь образованного Требиатского округа был назначен Ф. М. Альметев. К осени 1913 г. он был утвержден в этой должности. В качестве благочинного Ф. М. Альметев следил за состоянием церковной жизни на вверенных его попечению приходах, доносил до приходских священников постановления епархиальной власти, возглавлял богослужения и проповедовал в дни престольных праздников. 7 мая 1914 г. он возглавил освящение нового Косьмо-Дамиановского храма в поселке Париж.

## Последние годы служения и кончина
В 1915 году Требиатский округ был преобразован в 3-й округ Верхнеуральского уезда, а Альметев был оставлен в должности благочинного нового округа. Весной 1916 года миссионер присоединил к православию старообрядцев австрийского толка, жителей посёлка Романовского: казака Димитрия Ломакина, 18 лет, и казачью девицу Пелагею Хохулину, 18 лет. Верность Альметева миссионерскому призванию в этот период проявлялась в ежемесячных пожертвованиях требиатского священника на деятельность Оренбургского Михайло-Архангельского братства, действительным членом которого он числился в 1915 году.
Жизнь Альметева оборвалась в годы Гражданской войны: он был расстрелян в городе Сергиополе близ Семипалатинска, в Восточно-Казахстанской области, куда пришёл вместе с отступавшими под натиском красных войсками атамана Дутова. Через 10 дней там же погиб и его старший сын Михаил. Супруга отца Феодора и его младшие дети после революции поселились в Остроленке.

## Награды
- Грамота за труды по просвещению киргизов (1905).
- Грамота за труды, оказанные при постройке церкви поселка Ерисковского, Кустанайского уезда (1906).
- Серебряная медаль за участие в деятельности Общества Красного Креста во время Русско-японской войны 1904—1905 гг. (1907).
- Нагрудный знак и медаль в память 300-летия Царствования Дома Романовых[12].
- Архипастырское благословение с грамотой за труды по обстоятельствам военного времени (1916)[13].

## Семья и родные
У Ф. М. Альметева и его супруги, Пелагеи Семеновны, было семеро детей: Александра (род. 1900), Михаил (род. 1901), Муза (род. 1903), Зоя (род. 1905), Петр (род. 1906), Василий (род. 1908 — ум. прим. в 1910) Гаий (род. 1911). Петр и Гаий в годы Великой Отечественной войны служили в рядах Советской армии, имеют боевые награды.
Родные братья Ф. М. Альметева, П. М. Альметев, Н. М. Альметев и В. М. Альметев, служили казачьими офицерами в царской армии, в годы гражданской войны принимали активное участие в Белом движении, ведя вооруженную борьбу с советской властью.

## Литературная деятельность
Ф. М. Альметев является автором ряда статей на миссионерскую тематику, опубликованных в разных церковных СМИ. В «Оренбургских епархиальных ведомостях» были опубликованы следующие статьи: «Калмыки Оренбургской епархии» (1903. № 5), «Из миссионерской поездки по киргизской степи» (1904. № 24), «Нагайбаки. Этнографическая заметка» (1911. № 49), «Из быта нагайбак» (1912. № 32-33). В нач. XX ст. «Православный собеседник» издал часть миссионерских дневников Ф. М. Альметева, в которых он описывал свои поездки по казахской степи.